# Philajeune
 (février 2024).
Si vous disposez d'ouvrages ou d'articles de référence ou si vous connaissez des sites web de qualité traitant du thème abordé ici, merci de compléter l'article en donnant les références utiles à sa vérifiabilité et en les liant à la section « Notes et références ».
Philajeune est une association loi de 1901, fédérée à la FFAP Fédération Française des Associations Philatéliques (sous la référence 1120/XIII), qui organise régulièrement des animations spécifiques autour de la philatélie, de la bande dessinée et de la numismatique dans le pays d'Auch et au cœur de la Gascogne.
Installée aux Cordeliers à Auch, Philajeune étend ses manifestations du Cloître des Cordeliers, à la salle du Mouzon, à la Cathédrale Sainte-Marie ou à la Salle des Illustres de la Ville d'Auch, à la Préfecture du Gers ou à l'abbaye cistercienne de Flaran, pour parfois déborder sur Eauze lors du Festival de Bd en Gascogne.
Philajeune a mis en place depuis 1997 des expositions temporaires de D'Artagnan, à la Coupe du Monde de Football en 1998, de l'émission philatélique de la Sybille de Tibur en 1999 à l'évènement consacré à Tintin à Condom en 2000 puis à Lucky Luke avec la Country à Mirande en 2003. Le Festival BD en Gascogne à Eauze est depuis 2000 le temps fort des présentations temporaires de Philajeune présidé par Alexis Boudaud, son fondateur.
Philajeune est à l’initiative de collections philatéliques prestigieuses notamment sur l’étude philatélique sur le blason d’Auch de 1966. Présente lors de l’émission du timbre sur les vitraux de la Cathédrale d’Auch en 1999, l’association a été à l’initiative de toutes les autres émissions postales notamment celle du chant des partisans lors du 80e anniversaire de son impression clandestine en 1943-2023.

## Concept
À l'instar d'autres manifestations, Philajeune met l'accent sur des réalisations temporaires sur un thème unitaire de la culture Jeunesse à la résonance internationale, de « La bande dessinée belge » aux « Journées de Bicentenaire » autour des Maréchaux d'Empire, en passant par le « patrimoine de la Gascogne ».
Mais Philajeune crée également la rencontre et l’échange autour des collections : conférences, portes ouvertes de lieux historiques comme le Cloître des Cordeliers ou le Musée du Prado à Condom, bureaux de Postes temporaires, expositions pour et par des jeunes.

## Historique

### Manifestations
- D'Artagnan en novembre 1997
- la Coupe du Monde de Football cachet postal temporaire datée du 12 juillet 1998
- la Sibylle de Tibur représentée sur un des vitraux de la Cathédrale d'Auch, timbre émis en 1999
- Tintin, exposition au Musée du Pradau à Condom en 2000
- Boule et Bill, exposition à la Salle des Cordeliers à Auch en 2002
- Journées de Bicentenaire d'Austerlitz à Lectoure en 2005
- Études sur le Blason d'Auch en 2006 et 2007
- Festival BD en Gascogne tous les ans depuis l'an 2000 à Éauze
- Fête du Timbre et de l'Écrit 2009 à la Maison de la Culture à Pavie
- Fête du Timbre 2010 sur la thématique de l'Eau à Castéra Verduzan
- Fête du Timbre 2011 sur la thématique de la Terre à Gimont
- Rencontres aéronautiques et spatiales de Gimont en octobre depuis 2011
- Fête du Timbre 2012 sur la thématique du Feu à Auch au sein de la Préfecture du Gers à la Salle de l'Intendant d'Etigny
- Passage du Tour de France à Auch en 2012
- 2e festival des pays de l'Himalaya en 2013 à Auch (maison de Gascogne)
- Fête du Timbre 2013 sur la thématique de l'Air à Fleurance
- 40e anniversaire des Amis du Vieil Auch les 13 et 14 décembre 2013 avec un point philatélique dédié à un Collector Prestige représentant les timbres-poste du Cloître des Cordeliers et d'un des plats régionaux exposés au Musée des Jacobins
- 20e anniversaire de Philajeune et premier Salon du Livre et de la BD à Auch en novembre 2017
- Émission du timbre-poste sur le chant des partisans[1]. lors du 80e anniversaire de sa parution et inauguration du Musée de la Résistance et de la Déportation à Auch
- BD en Gascogne à Éauze en août 2023 avec la présence de Jean-Pierre Talbot Tintin au Cinéma

### Auteurs
- Serge Ernst
- Roger Widenlocher
- Achdé
- Sébastien Brousse
- Daniel Kox
- André Chéret
- Paul Cauuet
- Jean-Claude Mézières
- Jo-El Azara
- Jean-Marc Krings

### Personnages
- D'artagnan
- Maréchal Jean Lannes
- Général Jean Louis Brigitte Espagne
- Tintin
- Spirou
- Lucky Luke
- Boule et Bill
- Valérian, agent spatio-temporel
- La Ribambelle
- Josette Baujot, coloriste en chef des Studios Hergé

### Bicentenaire
- Journée Bicentenaire d'Austerlitz à Lectoure le 2 décembre 2005
- Journées de Bicentenaire de la Mort du Général Espagne, Jean Louis Brigitte Espagne le 29 mai 2009 à Auch.